# Epicephala australis
Epicephala australis är en fjärilsart som först beskrevs av Turner 1896.  Epicephala australis ingår i släktet Epicephala och familjen styltmalar. Inga underarter finns listade i Catalogue of Life.